# Abdul Hassan
Abdul Hassan es un comandante rebelde libio que lideró la Brigada Al Horia y participó en la Batalla de Tawurgha de la Guerra de Libia de 2011.